# Герои Российской Федерации — Э

В настоящем списке представлены в алфавитном порядке Герои Российской Федерации, чьи фамилии начинаются с букв «Э». Список содержит информацию о роде войск (службе, деятельности) Героев на время присвоения звания, дате рождения, месте рождения, дате смерти и месте смерти Героев.
 Серым цветом в таблице выделены Герои, награждённые посмертно. 
| № | Фото | Фамилия Имя Отчество         | Род войск, служба | Годы жизни                      | Место рождения                                   | Место гибели (смерти)                 |       |
| - | ---- | ---------------------------- | ----------------- | ------------------------------- | ------------------------------------------------ | ------------------------------------- | ----- |
| 1 |      | Элимханов, Бислан Рамзанович | Пехота            | род. 1 апреля 1973              | Грозный, Чечено-Ингушская АССР, РСФСР            |                                       |       |
| 2 |      | Эльмурзаев, Юсуп Мутушевич   | Политик           | 16 декабря 1956 — 8 июня 1996   | с. Аягуз, Семипалатинская область, Казахская ССР | Урус-Мартановский район, Чечня        | [ 1 ] |
| 3 |      | Эм, Юрий Павлович            | Десантные войска  | род. 12 сентября 1953           | пос. Курган, Пермская область, РСФСР             |                                       |       |
| 4 |      | Эпов, Евгений Юрьевич        | ВВ МВД            | 4 октября 1988 — 27 января 2012 | с. Мильгидун, Читинская область, РСФСР           | Кизлярский район, Республика Дагестан |       |